# Степок (Сумская область)
Степок (укр. Степок) — село,
Покровский сельский совет,
Краснопольский район,
Сумская область,
Украина.
Код КОАТУУ — 5922384204. Население по переписи 2001 года составляло 65 человек . По состоянию на 2024 год в связи с эвакуацией населения и последующим обстрелом российскими войсками села, приведшего к убийству последнего жителя, население составляет 0 человек .

## Географическое положение
Село Степок находится у истоков реки Ситная,
ниже по течению на расстоянии в 4 км расположено село Репяховка (Белгородская область).
Село находится на границе с Россией.

## Экономика
- Молочно-товарная ферма.